# Șicula
Șicula – wieś w Rumunii, w okręgu Arad, w gminie Șicula. W 2011 roku liczyła 2218 mieszkańców. 